# 神林秀太
神林 秀太（かんばやし しゅうた、1997年5月9日 - ）は、日本の俳優。キリンプロ所属。

## 人物
- 趣味は、野球、将棋、読書。
- 特技は、社交ダンス、台詞覚え、短距離走。

## 出演

### 映画
- 底から描くもの（森順哉監督、2004年）
- ノロイ（白石晃士監督、2005年）
- イヌゴエ（横井健司監督、2005年）
- クローズド・ノート（行定勲監督、2007年）
- 吉本100本映画ホトケさま（高橋純監督、2008年）
- こども侍（深作健太監督、2008年）
- THE MASKED GIRL（金子巧監督、2008年）
- 団地妻 昼下がりの情事（中原俊監督、2010年）

### TV
- SMAP×SMAP（2004年、関西テレビ/フジテレビ系）
- 中居正広の金曜日のスマたちへ（2004年、TBS系）
- グレートマザー物語（2004年、テレビ朝日系）
- 金曜エンタテイメント「熱血シングル・ファーザー」（2004年、フジテレビ系）
- 億万のココロ・愛しのマネー$伝説（2005年、日本テレビ系）
- 劇団演技者。（2005年、フジテレビ系）
- こちら本池上署（2005年、TBS系） -　剛史 役
- 超星艦隊セイザーX（2005年、テレビ東京系）
- シャル・ウィ・ダンス?〜オールスター社交ダンス選手権〜（2006年、日本テレビ系）
- のだめカンタービレ（2006年、フジテレビ系）
- オリキュン（2007年、フジテレビ系）
- いのちのいろえんぴつ（2007年、テレビ朝日系）　-　村井友也 役
- もしもツアーズ（2007年、フジテレビ系）
- 太田光の私が総理大臣になったら…秘書田中。（2008年、日本テレビ系）
- 特上!天声慎吾（2008年、日本テレビ系）
- おはスタ（2008年、テレビ東京系）
- ポケモンサンデー（2008年、テレビ東京系）
- わたしが子どもだったころ（2008年、NHK）
- THE M（2008年、日本テレビ系）
- 笑っていいとも!（2008年、フジテレビ系）
- ピラメキーノ（2010年、テレビ東京系）

### CM
- カルビー　かっぱえびせん（2004年）
- 日本マクドナルド（2004年・2008年）
- LION　バルサン（2005年）
- 丸大食品　丸大ハム（2005年）
- キンカン（2007年）